# Nuno Dias
Nuno Sérgio dos Santos Dias (Cantanhede, 28 dicembre 1972) è un allenatore di calcio a 5 ed ex giocatore di calcio a 5 portoghese, tecnico dello Sporting CP.

## Carriera

### Giocatore
Tra il 1999 e il 2004 veste la maglia dell'IDJV. Passa quindi allo Sporting Pombal, dove due anni dopo chiude la carriera di giocatore.

### Allenatore
Appesi gli scarpini al chiodo, nel 2006 torna all'IDJV come allenatore, dove rimane per 5 anni.
Dopo una stagione da secondo allenatore del CSKA Mosca, nel 2012 è nominato tecnico dello Sporting CP. Con i leões inizia un ciclo vincente, alzando 11 trofei in 5 anni, e raggiungendo nel 2017 la finale di Coppa UEFA.

## Palmarès

### Competizioni nazionali
- Campionato portoghese: 8

Sporting CP: 2012-13, 2013-14, 2015-16, 2016-17, 2017-18, 2020-21, 2021-22, 2022-23
- Coppa del Portogallo: 6

Sporting CP: 2012-13, 2015-16, 2017-18, 2018-19, 2019-20, 2021-22
- Coppa di Lega portoghese: 4

Sporting CP: 2015-16, 2016-17, 2020-21, 2021-22
- Supercoppa del Portogallo: 7

Sporting CP: 2013, 2014, 2017, 2018, 2019, 2021, 2022

### Competizioni internazionali
- UEFA Champions League: 2

Sporting CP: 2018-19, 2020-21